# Vladimir Bukovsky
Vladimir Konstantinovich Bukovsky (em russo:  Влади́мир Константи́нович Буко́вский; 30 de dezembro de 1942 - 27 de outubro de 2019) foi um escritor e ativista de direitos humanos britânico nascido na Rússia. Do final da década de 1950 a meados da década de 1970, ele foi uma figura proeminente no movimento dissidente soviético, bem conhecido no país e no exterior. Ele passou um total de 12 anos em hospitais-prisões psiquiátricas, campos de trabalho forçado e prisões da União Soviética.
Depois de ser expulso da União Soviética no final de 1976, Bukovsky permaneceu em oposição vocal ao sistema soviético e às deficiências de seus regimes sucessores na Rússia. Ativista, escritor e neurofisiologista, ele é famoso por sua participação na campanha para expor e deter o abuso político da psiquiatria na União Soviética.
Membro do conselho consultivo internacional da Victims of Communism Memorial Foundation, diretor do Gratitude Fund (criado em 1998 para homenagear e apoiar ex-dissidentes), e membro do Conselho Internacional da Human Rights Foundation com sede na cidade de Nova York, Bukovsky foi um membro sênior do Cato Institute em Washington, D.C.
Em 2001, Vladimir Bukovsky recebeu a Medalha da Liberdade Truman-Reagan, concedida anualmente desde 1993 pela Victims of Communism Memorial Foundation.
Em 2015, foi processado no Reino Unido sob a acusação, que atribuiu falsamente aos serviços de segurança russos, de posse de pornografia infantil de categoria A (atividade sexual com penetração com uma criança e/ou atividade sexual de uma criança com um animal ou sadismo para com uma criança), mas adoeceu e morreu antes do fim do julgamento.

## Juventude
Vladimir Bukovsky nasceu de pais russos na cidade de Belebey, na República Socialista Soviética Autônoma de Bashkir (hoje República do Bashkortostan na Federação Russa), para onde sua família foi evacuada durante a Segunda Guerra Mundial. Após a guerra, ele e seus pais voltaram para Moscou, onde seu pai Konstantin (1908-1976) era um conhecido jornalista soviético. Durante seu último ano na escola, Vladimir foi expulso por criar e editar uma revista não autorizada. Para cumprir os requisitos para se candidatar a uma vaga na universidade, ele concluiu o ensino médio no período noturno. Bukovsky foi matriculado na Universidade Estatal de Moscou para estudar biologia, mas foi expulso aos 19 anos por ter criticado o Komsomol, também conhecida como a Liga dos Jovens Comunistas.

## Ativismo na era soviética

### Protestos

#### Praça Maiakovsky
Em setembro de 1960, Bukovsky ingressou na Universidade de Moscou para estudar biologia. Lá, ele e alguns amigos decidiram reviver as leituras de poesia informais da Praça Maiakovski, que começaram depois que uma estátua do poeta foi inaugurada no centro de Moscou em 1958. Eles fizeram contato com participantes anteriores das leituras, como Vladimir Osipov, o editor de Boomerang (1960) e Yuri Galanskov, que publicou a Fênix (1961), dois exemplos de samizdat literário.
Foi então que Bukovsky, aos 19 anos, escreveu suas notas críticas sobre a Liga da Juventude Comunista ou Komsomol. Posteriormente, esse texto recebeu o título de "Teses sobre o colapso da Komsomol" pela KGB. Bukovsky retratou a URSS como uma "sociedade ilegal" que enfrentava uma crise ideológica aguda. O Komsomol estava "moribundo", afirmou, tendo perdido a autoridade moral e espiritual, e apelou à sua democratização. Este texto e suas outras atividades chamaram a atenção das autoridades soviéticas. Bukovsky foi interrogado duas vezes antes de ser expulso da universidade no outono de 1961.

#### O comício Glasnost, 5 de dezembro de 1965
Em dezembro de 1965, Bukovsky ajudou a preparar uma manifestação na Praça Pushkin, no centro de Moscou, para protestar contra o julgamento dos escritores Andrei Sinyavsky e Yuli Daniel. Ele divulgou o "Apelo Cívico" do matemático e poeta Alexander Esenin-Volpin, que exortou as autoridades a obedecer às leis soviéticas que exigiam a glasnost no processo judicial, o que inclui a admissão do público e da mídia em qualquer julgamento. A manifestação em 5 de dezembro de 1965 (Dia da Constituição) ficou conhecida como Comício Glasnost e marcou o início do movimento abertamente ativo pelos direitos civis soviéticos.

#### O direito de manifestar, 1967
Em 22 de janeiro de 1967, Bukovsky, Vadim Delaunay, Yevgeny Kushev e Victor Khaustov fizeram outra manifestação na Praça Pushkin. Eles protestavam contra as recentes detenções de Alexander Ginzburg, Yuri Galanskov, Alexei Dobrovolsky e Vera Lashkova (finalmente processado em janeiro de 1968 no Julgamento dos Quatro) e afirmando seu próprio direito de protestar: em 16 de setembro de 1966 foi introduzida uma nova lei, o Artigo 190.3, que classificou qualquer reunião ou manifestação pública como crime.

#### A campanha contra o abuso da psiquiatria
Nas décadas de 1960 e 1970, as autoridades soviéticas começaram a difundir o uso do tratamento psiquiátrico como forma de punição e dissuasão para independentes. Isso envolvia detenção ilimitada em um psikhushka, como esses lugares eram popularmente conhecidos, que podiam ser hospitais psiquiátricos convencionais ou hospitais-prisão psiquiátricos estabelecidos (por exemplo, o Hospital Psiquiátrico Especial de Leningrado) como parte de uma instituição penal existente. Indivíduos saudáveis eram mantidos entre pacientes com doenças mentais e freqüentemente perigosos. Eram forçados a tomar várias drogas psicotrópicas; eles também podiam ser encarcerados em instituições do tipo prisão sob o controle geral da KGB.
Em 1971, Bukovsky conseguiu contrabandear para o Ocidente mais de 150 páginas que documentavam o abuso político de instituições psiquiátricas na União Soviética. Em uma carta dirigida a "psiquiatras ocidentais" e escrita em tom deliberadamente contido, Bukovsky pediu-lhes que considerassem se as evidências justificavam o isolamento de vários dissidentes, e instou-os a discutir o assunto no próximo Congresso Internacional de Psiquiatras.
Os documentos foram divulgados à imprensa em março de 1971 por um pequeno grupo francês denominado Comitê Internacional para a Defesa dos Direitos Humanos. A carta de Bukovsky apareceu em 12 de março no The Times (Londres) e mais tarde no British Journal of Psychiatry. Bukovsky foi preso em 29 de março e mantido sob custódia por nove meses antes de ser levado a julgamento em janeiro de 1972.
Respondendo à pressão pública, a Associação Mundial de Psiquiatria  finalmente condenou as práticas soviéticas em seu Sexto Congresso Mundial em 1977 e criou um comitê de revisão para monitorar o uso indevido. Em 1983, os representantes soviéticos retiraram-se da Associação Psiquiátrica Mundial em vez de serem expulsos. Bukovsky mais tarde caracterizou essa reação como "a vitória mais importante para a forma dissidente da glasnost".

### Deportação da URSS (1976)

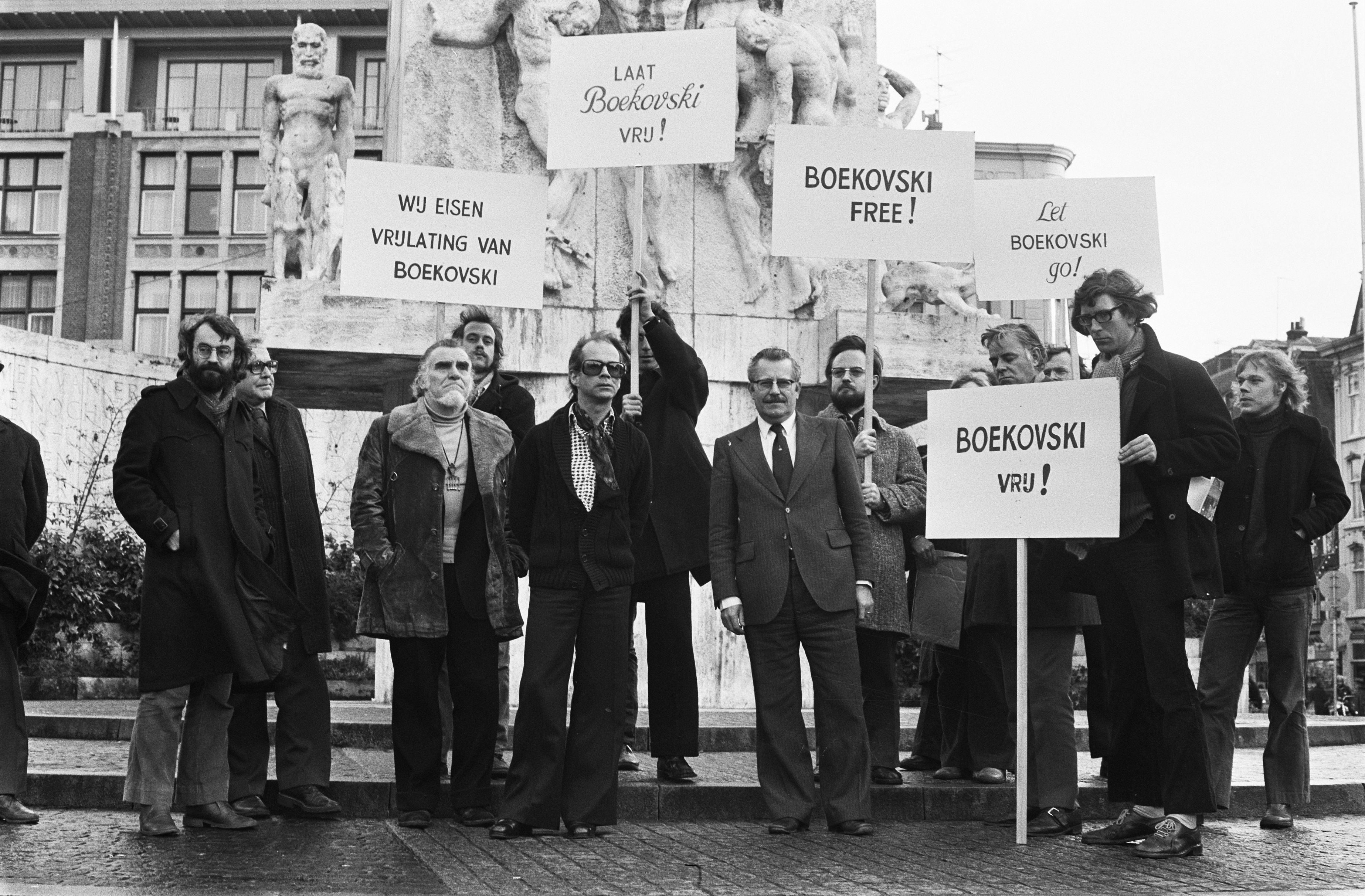
Manifestação de protesto de janeiro de 1975 em Amsterdã pela libertação de Vladimir Bukovsky da prisão

O destino de Bukovsky e de outros prisioneiros políticos na União Soviética foi repetidamente trazido à atenção mundial por diplomatas ocidentais e grupos de direitos humanos, como a relativamente nova Anistia Internacional.
Em dezembro de 1976, Bukovsky foi deportado da URSS e trocado no aeroporto de Zurique pelo governo soviético pelo secretário-geral preso do Partido Comunista do Chile, Luis Corvalán. Em sua autobiografia de 1978, Bukovsky descreve como foi levado para a Suíça algemado. A troca amplamente divulgada aumentou a consciência pública no Ocidente sobre os dissidentes soviéticos.
Em março de 1977, o presidente dos Estados Unidos, Jimmy Carter, encontrou-se com Bukovsky na Casa Branca. Na URSS, a reunião foi vista por dissidentes e ativistas de direitos humanos como um sinal da disposição do presidente recém-eleito de enfatizar os direitos humanos em sua política externa; o evento provocou duras críticas por parte dos líderes soviéticos.
Bukovsky mudou-se para a Grã-Bretanha, onde se estabeleceu em Cambridge e retomou seus estudos em biologia, interrompidos quinze anos antes por sua expulsão da Universidade de Moscou.

#### Vida no oeste
Bukovsky obteve um mestrado em Biologia na Universidade de Cambridge. Ele também escreveu e publicou To Build a Castle: My Life as a Dissenter (1978). (O título em russo, e o vento retorna..., é uma alusão bíblica). O livro foi traduzido para o inglês, francês e alemão. Foi publicado em russo no ano seguinte pelos editores Chalidze em Nova York. Hoje, o original russo está disponível online em vários sites.
Desde que viveu no Ocidente, Bukovsky escreveu muitos ensaios e artigos polêmicos. Estes não apenas criticaram o regime soviético e, mais tarde, o de Vladimir Putin, mas também expuseram a "credulidade ocidental" diante dos abusos soviéticos e, em alguns casos, o que ele acreditava ser a cumplicidade ocidental em tais crimes. No final dos anos 1970 e início dos anos 1980, após a invasão soviética do Afeganistão, Bukovsky fez campanha com sucesso para um boicote oficial do Reino Unido e dos EUA às Olimpíadas de verão de 1980 em Moscou. Durante os mesmos anos, ele expressou preocupação com as atividades e políticas dos movimentos pacifistas ocidentais.

## Atividades pós-União Soviética

### Críticas à tortura na prisão de Abu Ghraib (Iraque)
Enquanto as revelações aumentavam sobre a tortura sancionada de prisioneiros no campo de detenção da Baía de Guantánamo, em Abu Ghraib e nas prisões secretas da CIA, Bukovsky entrou na discussão com um ataque intransigente à racionalização oficial, embora dissimulada, da tortura. Em um artigo de opinião de 18 de dezembro de 2005 no The Washington Post, Bukovsky relatou sua experiência sob tortura na prisão de Lefortovo em 1971. Uma vez iniciada, alertou, a inércia da tortura era difícil de controlar, corrompendo aqueles que a praticavam. "A tortura", escreveu ele, "tem sido historicamente um instrumento de opressão - não um instrumento de investigação ou de coleta de informações".

### Críticas à União Europeia
No EUSSR, um livreto escrito com Pavel Stroilov e publicado em 2004, Bukovsky expôs o que ele viu como as "raízes soviéticas da integração europeia". Dois anos depois, em uma entrevista ao The Brussels Journal, Bukovsky disse ter lido documentos confidenciais de arquivos secretos soviéticos em 1992, que confirmavam a existência de uma "conspiração" para transformar a União Europeia em uma organização socialista. A União Europeia era um "monstro", argumentou, e deve ser destruída, quanto mais cedo melhor, "antes que se transforme num estado totalitário de pleno direito".

### Candidatura presidencial de 2008
Em maio de 2007, Bukovsky anunciou seus planos de se candidatar à presidência na eleição presidencial russa de maio de 2008. Em 16 de dezembro de 2007, Bukovsky foi oficialmente nomeado para concorrer contra Dmitry Medvedev e outros candidatos.
O grupo que indicou Bukovsky como candidato incluiu Yuri Ryzhov, Vladimir Kara-Murza, Alexander Podrabinek, Andrei Piontkovsky, Vladimir Pribylovsky e outros. Ativistas, autores e comentaristas como Viktor Shenderovich, Valeriya Novodvorskaya e Lev Rubinstein também favoreciam Bukovsky.
Em 30 de março de 2011, Bukovsky solicitou a prisão de Mikhail Gorbachev pelas autoridades britânicas após apresentar ao Tribunal de Magistrados de Westminster materiais sobre crimes contra a humanidade que o ex-líder soviético teria supostamente cometido no final dos anos 1980 e no início dos anos 1990.

## Morte
Bukovsky morreu de ataque cardíaco em 27 de outubro de 2019, aos 76 anos de idade, em Cambridge, Cambridgeshire, após um período de problemas de saúde.